# Франсис Бойл
Франсис Антъни Бойл (на английски: Francis Anthony Boyle; роден на 25 март 1950 г.) е професор по международно право в Юридическото училище на щатския Университет на Илинойс в Ърбана-Шампейн в щ. Илинойс, САЩ.
Бил е съветник относно Босна и Херцеговина и е твърд привърженик на правата на коренното население и палестинците.

## Образование и практика
Франсис Бойл получава бакалавърска степен по изкуства, по политически науки от Чикагския университет през 1971 г., след това доктор по юридически науки Juris Magna cum laude от юридическия факултет в Харвард и магистър по изкуства и доктор по философия по политически науки от Харвардския университет. Практикува данък и международен данък с Bingham, Dana & Gould.

## Основна и правна работа
Бойл служи като съветник в Босна и Херцеговина, както и на временното правителство на Палестинската администрация. Представлява и две асоциации на граждани в Босна и участва в разработването на обвинението срещу Слободан Милошевич за геноцид, престъпления срещу човечеството и военни престъпления в Босна и Херцеговина. През своята кариера той е представлявал национални и международни органи, включително народността Blackfoot Nation в Канада, хавайският народ и народа лакота, както и множество индивидуални случаи на смъртно наказание и човешки права. Консултирал е множество международни организации в областта на правата на човека, военните престъпления и геноцида, ядрената политика и биткойна. В периода 1991 – 92 г. Бойл служи като правен съветник на палестинската делегация за мирните преговори в Близкия изток.
Участвал е в борда на директорите на Amnesty International, бил е консултант на Американския благотворителен комитет на приятелите и в Консултативния съвет на Съвета за отговорна генетика. Той изготвя американското вътрешно законодателство за прилагане на Конвенцията за биологичните оръжия, известна като Закона за борба с тероризма на биологичните оръжия от 1989 г. одобрен единодушно от двете палати на Конгреса на САЩ и подписано в закон от президента Джордж Х. У. Буш.
Призовава за отстраняването на Барак Обама от президентския пост след американската военна интервенция в Либия без разрешение на Конгреса.

## Книги
- The Criminality of Nuclear Deterrence. Clarity Press. 2013. ISBN 978-0932863331
- Destroying Libya and World Order: The Three-Decade U.S. Campaign to Terminate the Qaddafi Revolution (Clarity Press, 2013); ISBN 978-0985335373
- World Politics and International Law (Duke University Press, 2012).
- The Palestinian Right of Return Under International Law (Clarity Press, 2011); ISBN 978-0932863935
- United Ireland, Human Rights and International Law (Clarity Press, 2011); ISBN 978-0983353928
- Palestine, Palestinians and International Law (Clarity Press, 2009); ISBN 978-0932863379
- Tackling America's Toughest Questions: Alternative Media Interviews (Clarity, 2009); ISBN 978-0932863621
- The Tamil Genocide by Sri Lanka: The Global Failure to Protect Tamil Rights Under International Law (Clarity Press, 2009); ISBN 978-0932863706
- Breaking All The Rules: Palestine, Iraq, Iran and the Case for Impeachment (Clarity Press, 2008); ISBN 978-0932863591
- Protesting Power: War, Resistance and Law (Rowman & Littlefield Publishers, 2007); ISBN 978-0742538924
- Biowarfare and Terrorism (Clarity Press, 2006); ISBN 978-0932863461
- Destroying World Order: US Imperialism in the Middle East Before and After September 11 (CreateSpace Independent Publishing, 2004); ISBN 978-1452884875
- Foundations of World Order: The Legalist Approach to International Relations, 1898 – 1922 (Duke University Press Books, 1999); ISBN 978-0822323648

## Външни източници
- Francis Boyle profile at uiuc.edu Архив на оригинала от 2010-08-08 в Wayback Machine.
- A Coup against the American Constitution в Wayback Machine (архив на оригинала от юли 11, 2002), An interview with Professor Francis A. Boyle conducted by Dennis Bernstein, November 14, 2001
- Francis Boyle's statement on Hawaiian Independence, Mable Smyth Hall, Honolulu, December 28, 1993
- A Debate Between Bill O’Reilly and Law Professor Francis Boyle, Transcript available at CounterPunch, September 15 – 17, 2001.
- The Illegalities of the Bush Jr. War Against Afghanistan Архив на оригинала от 2016-07-21 в Wayback Machine. by Francis Boyle, Media Monitors Network, September 13, 2002.
- Francis A. Boyle. Palestine, Palestinians and International Law, review of his book by Ghada Talhami, Arab Studies Quarterly (ASQ), Summer, 2003

### Аудио
- Radio interview Архив на оригинала от 2021-04-13 в Wayback Machine. by Robert W. McChesney on UIC Media Matters program December 23, 2007.
- "Interview with Professor Francis Boyle" (58 minutes), May 1, 2010. Peter B. Collins and Sibel Edmonds, interviewers.